# Тоидзе, Ираклий Моисеевич
Ира́клий Моисе́евич Тои́дзе (груз. ირაკლი მოსეს ძე თოიძე; 14 [27] марта 1902, Тифлис — 1 апреля 1985, Москва) — грузинский советский живописец и график. Народный художник Грузинской ССР (1980). Заслуженный деятель искусств РСФСР (1951). Лауреат четырёх Сталинских премий (1941, 1948, 1949, 1951).

## Биография

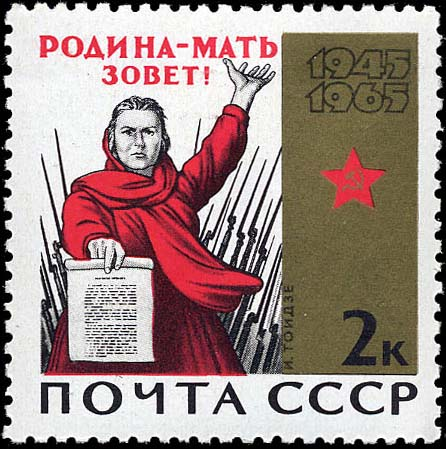
Почтовая марка СССР (1965)

Учился у своего отца, известного художника и архитектора Моисея Тоидзе. В 1930 году окончил Тбилисскую академию художеств.
Ранние картины Тоидзе («Лампочка Ильича», Музей искусства народов Востока, Москва) сыграли значительную роль в утверждении советской темы в грузинском бытовом жанре. Автор картины «Молодой Сталин читает поэму Ш. Руставели „Витязь в тигровой шкуре“».
Героико-драматической силой образов отличаются его иллюстрации к поэме Шота Руставели «Витязь в тигровой шкуре» (тушь, кисть, перо, 1937).
Большой эмоциональной и призывной силой обладают плакаты, созданные художником в годы Великой Отечественной войны («Под знаменем Ленина — вперёд на Запад!» (1941), «За Родину-мать!» (1943), «Освободим Европу от цепей фашистского рабства!» (1945). Всемирную известность получил его плакат «Родина-мать зовёт!» (1941).
Неоднократно выступал и как книжный иллюстратор (иллюстрации к книгам «История Грузии» (масло, бумага, 1950) и «Антология грузинской поэзии» (1948)).
Умер 1 апреля 1985 года в Москве.

## Награды и премии
- Сталинская премия второй степени (1941) — за иллюстрации к книге Шота Руставели «Витязь в тигровой шкуре» (1937)[2]
- Сталинская премия первой степени (1948) — за картину «Выступление И. В. Сталина на торжественном заседании, посвящённом 24-й годовщине Великой Октябрьской социалистической революции» и за портрет И. В. Сталина
- Сталинская премия второй степени (1949) — за иллюстрации к книге «Антология грузинской поэзии»[3]
- Сталинская премия третьей степени (1951) — за серию иллюстраций к книге «История Грузии» (1950)
- заслуженный деятель искусств РСФСР (1951)
- орден Трудового Красного Знамени
- народный художник Грузинской ССР (1980)
- Почётный гражданин Тбилиси (1982)[4]